# Paccaritambo (distrito)
O distrito peruano de Paccaritambo é um dos 9 distritos da Província de Paruro, situada no Departamento de Cusco, Peru.

## Transporte
O distrito de Paccaritambo é servido pela seguinte rodovia:
- CU-120, que liga o distrito à cidade de Paruro
- CU-119, que liga o distrito de Santo Tomás à cidade de Paruro [1][2][3]